# Wilhelm Genazino
Wilhelm Genazino, född 22 januari 1943 i Mannheim, död 12 december 2018 i Frankfurt am Main, var en tysk författare och journalist. 2004 tilldelades Genazino Georg Büchnerpriset, som anses vara det mest prestigefyllda litteraturpriset i det tyska språkområdet.

## Verk

### Romaner
- Laslinstrasse, Köln 1965
- Abschaffel-Trilogie:
  - Abschaffel, Reinbek bei Hamburg 1977
  - Die Vernichtung der Sorgen, Reinbek bei Hamburg 1978
  - Falsche Jahre, Reinbek bei Hamburg 1979
- Die Ausschweifung, Reinbek bei Hamburg 1981
- Fremde Kämpfe, Reinbek bei Hamburg 1984
- Der Fleck, die Jacke, die Zimmer, der Schmerz, Reinbek bei Hamburg 1989
- Die Liebe zur Einfalt, Reinbek bei Hamburg 1990
- Leise singende Frauen, Reinbek bei Hamburg 1992
- Die Obdachlosigkeit der Fische, Reinbek bei Hamburg 1994
- Das Licht brennt ein Loch in den Tag, Reinbek bei Hamburg 1996
- Die Kassiererinnen, Reinbek bei Hamburg 1998
- Ein Regenschirm für diesen Tag, München u. a. 2001
- Eine Frau, eine Wohnung, ein Roman, München u. a. 2003
- Die Liebesblödigkeit, Hanser, München 2005
- Mittelmäßiges Heimweh, München 2007
- Das Glück in glücksfernen Zeiten, München 2009
- Wenn wir Tiere wären, Hanser, München 2011
- Bei Regen im Saal, Hanser, München 2014
- Außer uns spricht niemand über uns, Hanser, München 2016.
- Kein Geld, keine Uhr, keine Mütze, Hanser, München 2018.